# Oxalis chartacea
Oxalis chartacea är en harsyreväxtart som beskrevs av Norlind. Oxalis chartacea ingår i släktet oxalisar, och familjen harsyreväxter. Inga underarter finns listade i Catalogue of Life.